# Helah Kiprop

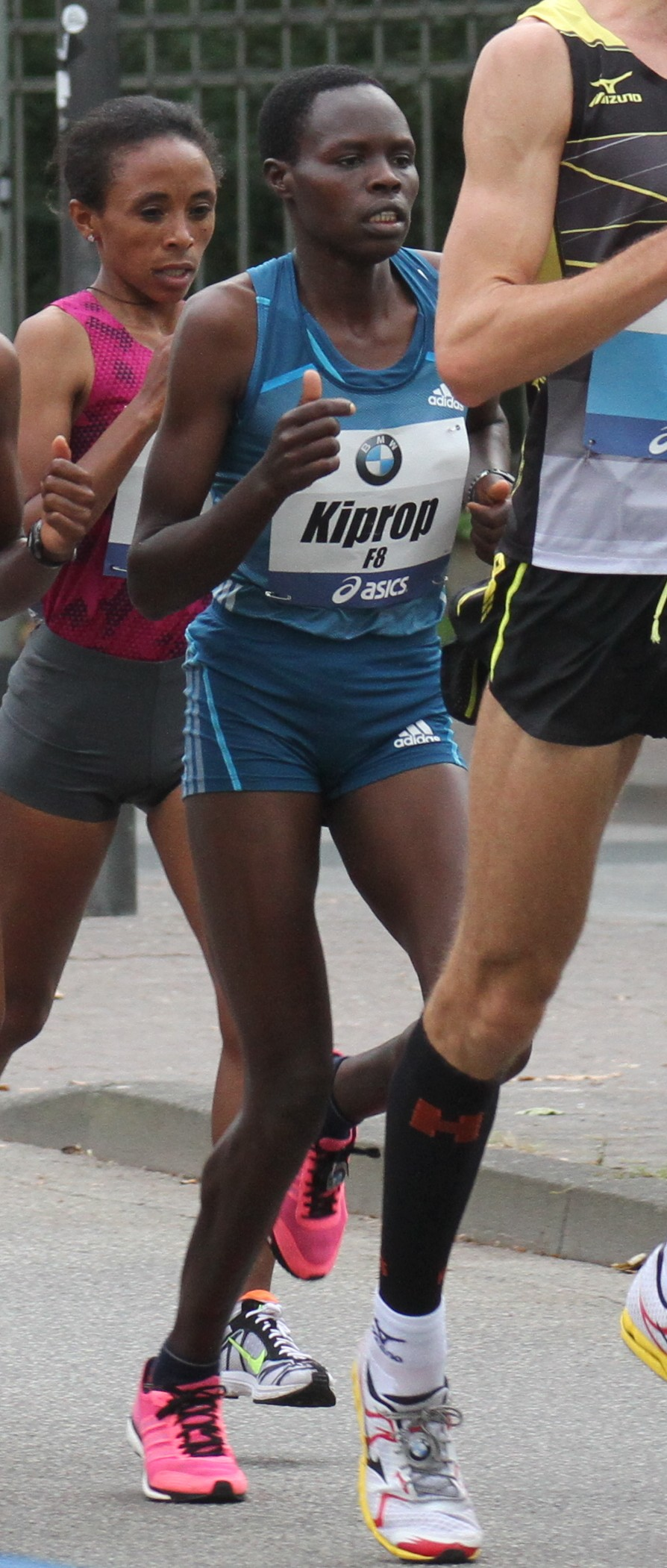
Helah Kiprop während des Frankfurt Marathons 2014

Helah Kiprop, auch Helah Jelegat Kiprop, (* 7. April 1985) ist eine kenianische Langstreckenläuferin, die sich auf Straßenläufe spezialisiert hat.
2009 gewann sie den Nizza-Halbmarathon und den Südtiroler Frühlings-Halbmarathon, wurde Zweite bei den 15 km von Le-Puy-en-Velay und siegte bei den 10 km de La Provence. 2010 folgte ein Sieg beim Oelder Citylauf.
2012 wurde sie Zweite beim Berliner Halbmarathon, Vierte beim Göteborgsvarvet und gewann die World 10K Bangalore, den Zwitserloot Dak Run und den Zwolle-Halbmarathon. Im Herbst wurde sie Dritte beim Delhi-Halbmarathon.
2013 startete sie mit einem Sieg beim Egmond-Halbmarathon in die Saison. Einem sechsten Platz beim RAK-Halbmarathon folgte ein Triumph beim Berliner Halbmarathon. Bei ihrem Debüt über die 42,195-km-Distanz wurde sie beim Berlin-Marathon Vierte.
Ende August 2015 gewann sie in 2:27:36 h die Silbermedaille im Marathon bei den Leichtathletik-Weltmeisterschaften in Peking.
2016 gewann sie den Tokio-Marathon.
Helah Kiprop wird von Volare Sports betreut.

## Persönliche Bestzeiten
- 5000 m: 15:33,90 min, 2. Juni 2007, Trient
- 10.000 m: 33:03,8 min, 6. Juni 2009, Nairobi
- 10-km-Straßenlauf: 31:19 min, 15. Februar 2013, Ra’s al-Chaima (Zwischenzeit)
- Halbmarathon: 1:07:39 h, 15. Februar 2013, Ra’s al-Chaima
- Marathon: 2:21:27 h, 28. Februar 2016, Tokio